# HP Lyrae
HP Lyrae är en dubbelstjärna belägen i den mellersta delen av stjärnbilden Lyran. Den har en genomsnittlig skenbar magnitud av ca 10,4 och kräver ett teleskop för att kunna observeras. Avståndet är osäkert, även om det är stort. Gaia Data Release 2 anger en parallax som motsvarar ett avstånd runt 12 000 parsec. Baserat på ljusstyrkor som härleds från ett period-ljusstyrka-färgförhållande, tillsammans med interstellära fördunklingar, ger ett avstånd runt 6 700 pc. Den rör sig närmare solen med en heliocentrisk radialhastighet på ca -107 km/s.

## Egenskaper
Primästjärnan HP Lyrae A är en gul till vit superjättestjärna av spektralklass A2-F1 Iab. Den har en massa som är ca 0,6 solmassa, en radie som är ca 60 solradier och utsänder energi från dess fotosfär motsvarande ca 3 900 gånger solen vid en effektiv temperatur av ca 5 900 K. Följeslagaren HP Lyrae B har en uppskattad massa som är något under 0,6 solmassa. Dess egenskaper är inte kända, vilket lämnar möjligheten att den är en vit dvärg öppen.
En studie från 2005 av elementära överskott hos RV Tauri-stjärnor beräknade att HP Lyrae hade en temperatur runt 6 300 K och typiska överskott för en RV Tauri-variabel. Studien visade också att mängderna förändrades av stoft-gasseparering i omgivande material. Stjärnan har redovisats i en katalog över bekräftade post-AGB-stjärnor, högt utvecklade och på väg att bli en vit dvärg. År 2017 beräknades temperaturen vara 5 900 K, fortfarande en av de hetaste kända RV Tauri-variablerna.

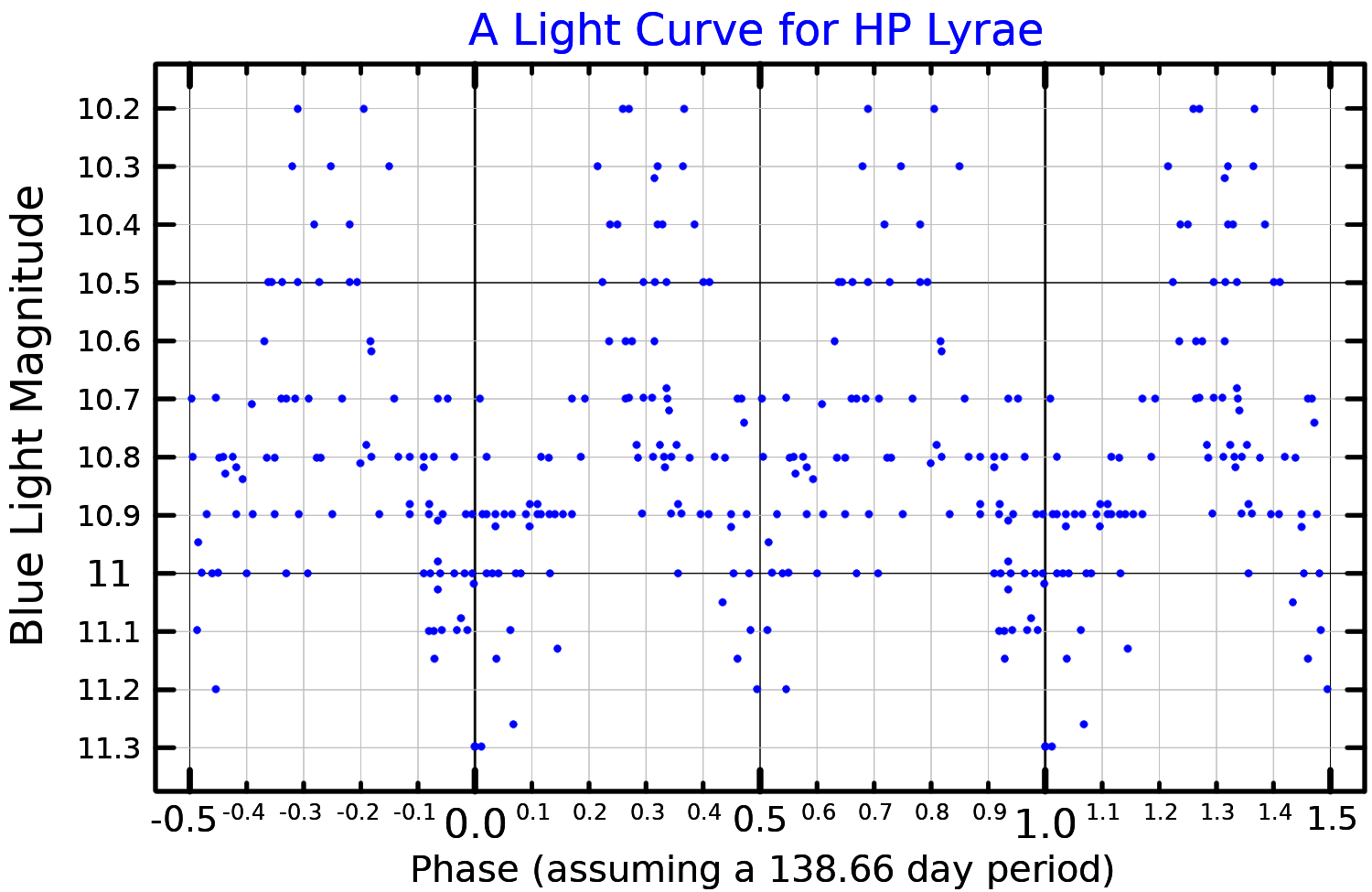
Ljuskurva för HP Lyrae i blåa bandet, plottad från Wensel (2013)

HP Lyrae varierar med cirka 0,5 magnitud över en "halvperiod" på 68,4 dygn.  Den formella perioden, definierad för en RV Tauri-variabel som från djupt minimum till djupt minimum, är dubbelt så lång eller 140,75 dygn. Dess spektrum ändras från A2-3 maximalt till F2 vid djupaste minima. De radiella hastighetsförändringarna är typiska för pulseringarna av en RV Tauri-variabel, men inte kompatibla med en binär bana. Spektraltypen och färgen tyder på att den sannolikt är den hetaste kända RV Tauri-stjärnan.
Fram till 1960 var perioden för HP Lyrae mycket stabil. Sedan dess har den observerats minska till under 140 dygn, förmodligen ganska plötsligt. En undersökning av historisk fotografering av stjärnan visade att perioden förändrades 1962 eller 1963 och tog inte mer än fyra cykler för att nå ett nytt värde på 138,66 dygn.
År 2001 gjordes en begäran om observationer av HP Lyrae och kort efter det rapporterades att den sannolikt är en RV Tauri-variabel snarare än en förmörkande dubbelstjärna. Detta bekräftades med en mer detaljerad studie publicerad 2002. Vissa författare hävdar dock att spektraltypen och arten av variation betyder att stjärnan mer sannolikt är en förmörkelsevariabel.